# Terra Australis-Orogen

Karte Gondwanas vor ca. 500 Millionen Jahren mit dem Terra Australis-Orogen am südlichen Rand der Peri-Gondwana-Orogene

Das Terra Australis-Orogen (TAO) war ein subduktionsbedingter Kollisionsgürtel neoproterozoischen bis frühpaläozoischen Alters. Dabei tauchten die Ozeanplatten des südlichen Iapetus-Ozeans und des nordwestlichen Proto-Pazifiks unter den südlichen Kontinentalrand Gondwanas ab. Die Terra Australis-Orogenese war ein wesentlicher tektonischer Formierungsprozess Gondwanas. Das TAO bildete den südlichen Abschnitt von Peri-Gondwana.
Nach heutiger Geographie umfasst diese Orogen den östlichen Kontinentalrand Australiens, das südliche Tasmanien, Neuseeland, den östlichen Rand Ostantarktikas sowie die südliche Spitze Afrikas und das südwestliche Südamerika.

## Erdgeschichtlicher Rahmen

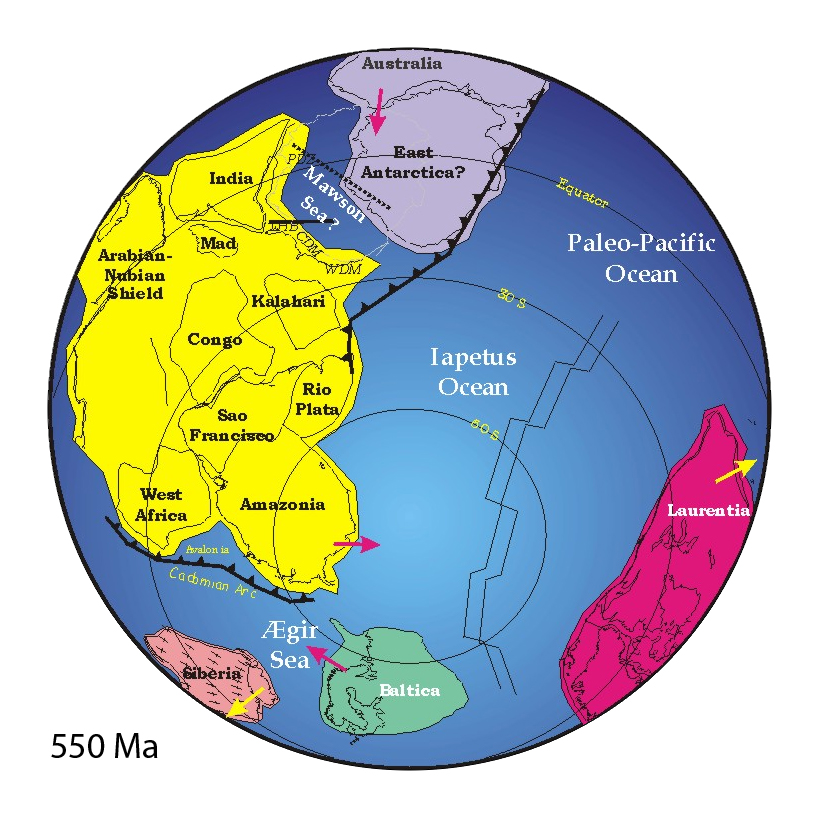
Paläogeographie vor ca. 550 mya mit dem Iapetus-Ozean

Die ältesten Elemente des Terra Australis-Orogens enthält Elemente, die in der Paläogeographie des Superkontinents Rodinia außerhalb von West- und Ost-Laurentia lagen. Sie sind entlang von Ostgondwana erhalten und datieren auf ca. 830 mya. Dieser Zeitraum wird mit den frühen Zerfall Rodinias in Verbindung gebracht. Der Zeitpunkt der Ozeanbodenspreizung, die mit der Öffnung des Proto-Pazifiks, dem Vorläufer des Panthalassa-Ozeans, einherging, erfolgte wahrscheinlich von ca. 760 bis 680 mya. Dessen Subduktion unter Ostgondwana begann um ca. 570 mya und fand etwa zur gleichen Zeit statt wie die große globale Plattenumstrukturierung, die mit der endgültigen Formierung Gondwanas und der Öffnung des Iapetus-Ozeans einherging. Die Hauptphase der Subduktion setzte jedoch erst um ca. 530 mya entlang des südamerikanischen Randes von Westgondwana ein. Zwischen ca. 300 bis 230 mya wurde das Terra-Australis-Orogen während des Zusammenschluss Gomdwanas zum Superkontinent Pangea durch die Gondwanide Orogense stabilisiert und durch das gondwanidische Orogen abgelöst.

## Petrologisch-tektonische Unterteilung
Das Terra Australis-Orogen lässt sich in mehrere tektonische Einheiten strukturieren, die jeweils unterschiedliche petrologische Eigenschaften aufweisen und deren Ursprünge und Evolutionen widerspiegeln. Sie unterscheiden sich in die Kontinentalrandsequenzen von Ost- und Westgondwana und zeichnen deren orogener Geschichte auf. Kontinentalrandsequenzen entwickelten sich überwiegend an konvergenten Plattenrändern mit Sedimentabfolgen von aktiven Kontinentalrändern.
Die Kontinentalrandsequenzen Ostgondwanas sind hauptsächlich durch ozeanische Vorkommen peri-gondwanischen und intra-ozeanischen Charakters gekennzeichnet. Zudem entwickelten sich darin verstreut  magmatische Vulkanite, Der Rand Westgondwanas ist weitgehend durch kontinentale Vorkommen peri-gondwanischer und einem kontinentalen laurentinischer Terran. Des Weiteren befinden sich verstreut Aufschlüsse von Grundgebirgssplitter laurentinischer Alters.

## Orogene und Mikrokontinente
Betroffen von der Terra Australis Orogenese sind u. a. das Tasman-Orogen in Ostaustralien, das Ross-Orogen in Ostantarktika und das Tuhua-Orogen in Neuseeland, der Kap-Faltengürtel an der Südspitze Afrikas sowie Bereiche von Patagonien in Südamerika.
Allochthone (ortsfremde) Mikrokontinente, wie die Chilenia, Cuyania, Choiyoi und Paracas in Südamerika wurden aus dem Andenbereich herausgelöst und in randferne Zonen des Terra Australis-Orogens verschoben.